# Pro Bells Beach
Il Pro Bells Beach è una competizione di surf indetta dalla World Surf League (WSL) e facente parte del WSL Championship Tour, sia maschile che femminile. Essa si svolge annualmente, solitamente per una decina di giorni tra la fine di marzo e l'inizio o la metà di aprile, a partire dal 1973 come gara professionistica sebbene facesse già parte di quello che poi sarebbe diventato il tour mondiale sin dal 1961, e si tiene nei pressi di Torquay, precisamente nella località di Bells Beach, nello stato australiano di Victoria.

## Sponsorizzazioni
Negli anni la gara, nata come Bells Beach Surf Classic, ha avuto diverse sponsorizzazioni. Così, ad esempio, nel 1984 essa è stata sponsorizzata dal gruppo rock australiano Australian Crawl, mentre dalla fine degli anni ottanta è sponsorizzata dalla Rip Curl ed è quindi attualmente nota come Rip Curl Pro Bells Beach (all'inizio degli anni novanta anche come Coca-Cola Bottlers Rip Curl Classic in quanto sponsorizzata anche dalla The Coca-Cola Company e oggi a volte chiamata anche solo Rip Curl Pro o Rip Curl Easter Pro, come nel 1993, in quanto svolta nel periodo pasquale). Per quanto riguarda la competizione riservata alla donne, essa ha invece preso il nome di Rip Curl Women's Pro Bells Beach.

## Curiosità
- Ogni mattina, prima dell'inizio del primo round della competizione, viene trasmessa sul campo di gara la canzone Hells Bells, degli AC/DC.[3]
- Il vincitore della manifestazione è premiato con il trofeo "Bell" contenente una campana che egli suona dal podio.

## Albo dei vincitori della gara maschile
| Anno | Vincitore          | Nazione     | Punteggio    | Secondo classificato | Nazione     | Punteggio    | Montepremi |
| ---- | ------------------ | ----------- | ------------ | -------------------- | ----------- | ------------ | ---------- |
| 2019 | John John Florence | Hawaii      | 14,30        | Filipe Toledo        | Brasile     | 13,83        |            |
| 2018 | Italo Ferreira     | Brasile     | 15,66        | Mick Fanning         | Australia   | 12,83        |            |
| 2017 | Jordy Smith        | Sudafrica   | 18,90        | Caio Ibelli          | Brasile     | 17,46        |            |
| 2016 | Matt Wilkinson     | Australia   | 17,37        | Jordy Smith          | Sudafrica   | 14,16        |            |
| 2015 | Mick Fanning       | Australia   | 15,27 (8,17) | Adriano De Souza     | Brasile     | 15,27 (7,77) |            |
| 2014 | Mick Fanning       | Australia   | 16,83        | Taj Burrow           | Australia   | 13,26        | 450.000 $  |
| 2013 | Adriano De Souza   | Brasile     | 16,26        | Nat Young            | Stati Uniti | 15,83        | 450.000 $  |
| 2012 | Mick Fanning       | Australia   | 18,80        | Kelly Slater         | Stati Uniti | 18,07        | 425.000 $  |
| 2011 | Joel Parkinson     | Australia   | 18,53        | Mick Fanning         | Australia   | 13,25        | 425.000 $  |
| 2010 | Kelly Slater       | Stati Uniti | 17,03        | Mick Fanning         | Australia   | 12,00        | 400.000 $  |
| 2009 | Joel Parkinson     | Australia   | 17,40        | Adam Robertson       | Australia   | 13,37        | 320.000 $  |
| 2008 | Kelly Slater       | Stati Uniti | 15,63        | Bede Durbidge        | Australia   | 15,16        | 320.000 $  |
| 2007 | Taj Burrow         | Australia   | 16,83        | Andy Irons           | Hawaii      | 14,73        | 300.000 $  |
| 2006 | Kelly Slater       | Stati Uniti | 15,44        | Joel Parkinson       | Australia   | 13,83        | 280.000 $  |
| 2005 | Trent Munro        | Australia   | 16,57        | Andy Irons           | Hawaii      | 15,07        | 270.000 $  |
| 2004 | Joel Parkinson     | Australia   | 17,13        | Taj Burrow           | Australia   | 14,04        | 250.000 $  |
| 2003 | Andy Irons         | Hawaii      | 17,57        | Joel Parkinson       | Australia   | 15,40        | 250.000 $  |
| 2002 | Andy Irons         | Hawaii      | 24,45        | Sunny Garcia         | Hawaii      | 22,65        | 250.000 $  |
| 2001 | Mick Fanning       | Australia   | 20,85        | Danny Wills          | Australia   | 19,15        | 250.000 $  |
| 2000 | Sunny Garcia       | Hawaii      | 23,05        | Flavio Padaratz      | Brasile     | 21,00        | 135.600 $  |
| 1999 | Shane Dorian       | Hawaii      | 24,75        | Sunny Garcia         | Hawaii      | 23,65        | 120.600 $  |
| 1998 | Mark Occhilupo     | Australia   | 24,25        | Shane Dorian         | Hawaii      | 19,80        | 120.600 $  |
| 1997 | Matt Hoy           | Australia   | 26,50        | Damien Hardman       | Australia   | 21,80        | 120.600 $  |
| 1996 | Sunny Garcia       | Hawaii      | 30,80        | Todd Prestage        | Australia   | 29,15        | 105.000 $  |
| 1995 | Sunny Garcia       | Hawaii      | 34,70        | John Shimooka        | Hawaii      | 33,00        | 105.000 $  |
| 1994 | Kelly Slater       | Stati Uniti | 29,70        | Martin Potter        | Australia   | 28,30        | 105.000 $  |
| 1993 | Damien Hardman     | Australia   | 22,00        | Barton Lynch         | Australia   | 20,00        | 100.000 $  |
| 1992 | Richie Collins     | Australia   | 30,00        | Martin Potter        | Australia   | 27,00        | 100.000 $  |
| 1991 | Barton Lynch       | Australia   | 71,80        | Damien Hardman       | Australia   | 68,80        | 125.000 $  |
| 1990 | Tom Curren         | Stati Uniti | 111,3        | Dave Macaulay        | Australia   | 100,8        | 92.500 $   |
| 1989 | Martin Potter      | Regno Unito | 123,5        | Damien Hardman       | Australia   | 113,3        | 66.500 $   |
| 1988 | Damien Hardman     | Australia   | 126,6        | Tom Carroll          | Australia   | 114,1        | 42.000 $   |
| 1987 | Nick Wood          | Australia   | 3            | Richard Marsh        | Australia   | 2            | 35.000 $   |
| 1986 | Tom Carroll        | Australia   | 5            | Tom Curren           | Stati Uniti | 0            | 30.000 $   |
| 1985 | Tom Curren         | Stati Uniti | 2            | Richard Cram         | Australia   | 1            | 25.000 $   |
| 1984 | Cheyne Horan       | Australia   | 2            | Tom Carroll          | Australia   | 0            | 25.000 $   |
| 1983 | Joe Engel          | Australia   |              |                      |             |              |            |
| 1982 | Mark Richards      | Australia   |              | Tom Carroll          | Australia   |              | 20.000 $   |
| 1981 | Simon Anderson     | Australia   | 3            | Cheyne Horan         | Australia   | 2            | 16.000 $   |
| 1980 | Mark Richards      | Australia   |              | Wayne Bartholomew    | Australia   |              | 15.100 $   |
| 1979 | Mark Richards      | Australia   |              | Wayne Bartholomew    | Australia   |              | 11.200 $   |
| 1978 | Mark Richards      | Australia   |              | Wayne Bartholomew    | Australia   |              | 14.450 $   |
| 1977 | Simon Anderson     | Australia   |              | Peter Drouyn         | Australia   |              | 9.500 $    |
| 1976 | Jeff Hakman        | Hawaii      |              | Ian Cairns           | Australia   |              | 6.000 $    |
| 1975 | Michael Peterson   | Australia   |              |                      |             |              |            |
| 1974 | Michael Peterson   | Australia   |              |                      |             |              |            |
| 1973 | Michael Peterson   | Australia   |              |                      |             |              |            |

## Albo delle vincitrici della gara femminile
| Anno | Vincitrice        | Nazione     | Punteggio    | Seconda classificata | Nazione     | Punteggio    | Montepremi |
| ---- | ----------------- | ----------- | ------------ | -------------------- | ----------- | ------------ | ---------- |
| 2019 | Courtney Conlogue | Stati Uniti | 15,83        | Malia Manuel         | Hawaii      | 14,84        |            |
| 2018 | Stephanie Gilmore | Australia   | 14,17        | Tatiana Weston-Webb  | Brasile     | 13,94        |            |
| 2017 | Courtney Conlogue | Stati Uniti | 17,00        | Stephanie Gilmore    | Australia   | 16,33        |            |
| 2016 | Courtney Conlogue | Stati Uniti | 16,53 (9,03) | Sally Fitzgibbons    | Australia   | 16,43 (8,33) |            |
| 2015 | Carissa Moore     | Hawaii      | 14,00        | Stephanie Gilmore    | Australia   | 13,27        |            |
| 2014 | Carissa Moore     | Hawaii      | 15,73        | Tyler Wright         | Australia   | 14,10        |            |
| 2013 | Carissa Moore     | Hawaii      | 11,00        | Tyler Wright         | Australia   | 6,94         |            |
| 2012 | Sally Fitzgibbons | Australia   | 10,76        | Stephanie Gilmore    | Australia   | 10,33        | 110.000 $  |
| 2011 | Sally Fitzgibbons | Australia   | 16,77        | Carissa Moore        | Hawaii      | 15,40        | 110.000 $  |
| 2010 | Stephanie Gilmore | Australia   | 14,67        | Sofía Mulánovich     | Perù        | 10,00        | 100.000 $  |
| 2009 | Silvana Lima      | Brasile     | 17,34        | Stephanie Gilmore    | Australia   | 13,06        | 90.000 $   |
| 2008 | Stephanie Gilmore | Australia   | 16,50        | Sofía Mulánovich     | Perù        | 16,17        | 85.000 $   |
| 2007 | Stephanie Gilmore | Australia   | 16,50        | Sofía Mulánovich     | Perù        | 11,93        | 80.000 $   |
| 2005 | Sofía Mulánovich  | Perù        | 15,83        | Serena Brooke        | Australia   | 11,83        | 65.000 $   |
| 2000 | Megan Abubo       | Hawaii      | 18,90        | Rochelle Ballard     | Hawaii      | 18,75        | 30.000 $   |
| 1999 | Layne Beachley    | Australia   | 21,25        | Sandie Dryden        | Australia   | 17,40        | 30.000 $   |
| 1998 | Layne Beachley    | Australia   | 24,50        | Prue Jeffries        | Australia   | 21,90        | 30.000 $   |
| 1997 | Lisa Andersen     | Stati Uniti | 26,00        | Pam Burridge         | Australia   | 23,65        | 35.000 $   |
| 1996 | Pauline Menczer   | Australia   | 22,30        | Lisa Andersen        | Stati Uniti | 22,25        | 25.000 $   |
| 1995 | Lisa Andersen     | Stati Uniti | 27,10        | Pauline Menczer      | Australia   | 26,30        | 25.000 $   |
| 1994 | Layne Beachley    | Australia   | 20,67        | Lisa Andersen        | Stati Uniti | 13,16        | 25.000 $   |
| 1993 | Pauline Menczer   | Australia   | 19,7         | Wendy Botha          | Australia   | 16,3         | 25.000 $   |
| 1992 | Lisa Andersen     | Stati Uniti | 23,2         | Neridah Falconer     |             | 22,6         | 20.000 $   |
| 1991 | Pauline Menczer   | Australia   | 90,8         | Michele Donoghoe     |             | 88,3         | 20.000 $   |
| 1990 | Lisa Andersen     | Stati Uniti | 111,5        | Kim Mearig           |             | 98           | 20.000 $   |
| 1989 | Wendy Botha       | Australia   | 120,8        | Toni Sawyer          |             | 104,5        | 15.000 $   |
| 1988 | Kim Mearig        |             | 115,9        | Freida Zamba         |             | 113,5        | 13.500 $   |